# Szentlászló
Szentlászló é um município da Hungria, situado no condado de Baranya. Tem 14,06 km² de área e sua população em 2019 foi estimada em 733 habitantes.